# 卡普阿親王卡洛·費迪南多王子
兩西西里的卡洛·費迪南多（義大利語：Carlo Ferdinando di Borbone-Due Sicilie，1811年11月10日—1862年4月22日），卡普阿親王，兩西西里國王法蘭西斯科一世的第三子（長子夭折，形同次子）。
1830年，卡洛·費迪南多的哥哥費迪南多二世繼位為兩西西里國王，卡洛·費迪南多成為王位繼承人，直到費迪南多二世的長子法蘭西斯科於1836年出生為止。

## 家庭
1836年，卡洛·費迪南多與佩妮洛·史密斯（Penelope Smyth）結婚，兩人共有1子1女：
1. 法蘭西斯科（Francesco，1837年—1862年）
2. 維多利亞（Vittoria，1838年—1895年）